# Kraftwerk Peyse
Das Kraftwerk Peyse (russisch Светловская ГРЭС-2) ist ein Kraftwerk in Russland.

## Lage
Das Kraftwerk wurde im Ortsteil Peyse der Stadt Zimmerbude (dem heutigen Swetly) in der Nähe des Ölhafens am Kaliningrader Seekanal errichtet. Das Kraftwerk speist in die Spannungsebenen 110 und 15 kV ein.

## Geschichte
Das Kraftwerk wurde ab 1936 gebaut, da die Kapazitäten der Kraftwerke Friedland und Elbing nicht mehr ausreichten, um den Energiebedarf Ostpreußens und der zunehmend industrialisierten Stadt Königsberg zu decken. Nach seiner Fertigstellung 1939 war es das größte Kraftwerk in Ostpreußen.
Im Zweiten Weltkrieg wurden das Stromnetz und Teile des Kraftwerks schwer beschädigt. Zum Ende des Krieges versuchte die Wehrmacht, das Kraftwerk zu sprengen. Ein russisches Expeditionsteam unter Leitung des Ingenieurs M.A. Galasheva konnte die Sprengung jedoch in letzter Minute verhindern.
Ab 1945 wurde das Kraftwerk von sowjetischer Seite schrittweise wieder instand gesetzt und von Schweröl auf Kohle umgestellt. Bis die Stromverbindung wieder hergestellt wurde, dauerte es aber bis 1947. Ab 1964 wurde dann begonnen, eine Fernwärmeversorgung für die Stadt Swetly und umliegende Dörfer aufzubauen. 1977 erfolgte eine Umstellung des Betriebes auf Heizöl als Brennstoff.
2014 wurde bekannt gegeben, dass die Fernwärmeversorgung durch das Kraftwerk eingestellt und stattdessen ein modernes Kohlekraftwerk errichtet werde, dessen Inbetriebnahme für das Jahr 2020 vorgesehen war.

## Technische Aspekte
Das Kraftwerk sollte ab 2020 eine Leistung von 195 Megawatt liefern, welche von drei Dampfturbinen mit einer Leistung von 65 MW, Typ K-65-12.8 der Firma JSC – Ural Turbinenwerke erzeugt werden soll Die Turbinen werden an drei Turbogeneratoren vom Typ TF-65-2UHL4, hergestellt von NPO ELSIB PJSC, angeschlossen. Das Kraftwerk verfügt über drei Dampfkessel vom Typ E-240-13.8-560KT, hergestellt von der JSC Podolsk Maschinenbau.

## Freileitungen

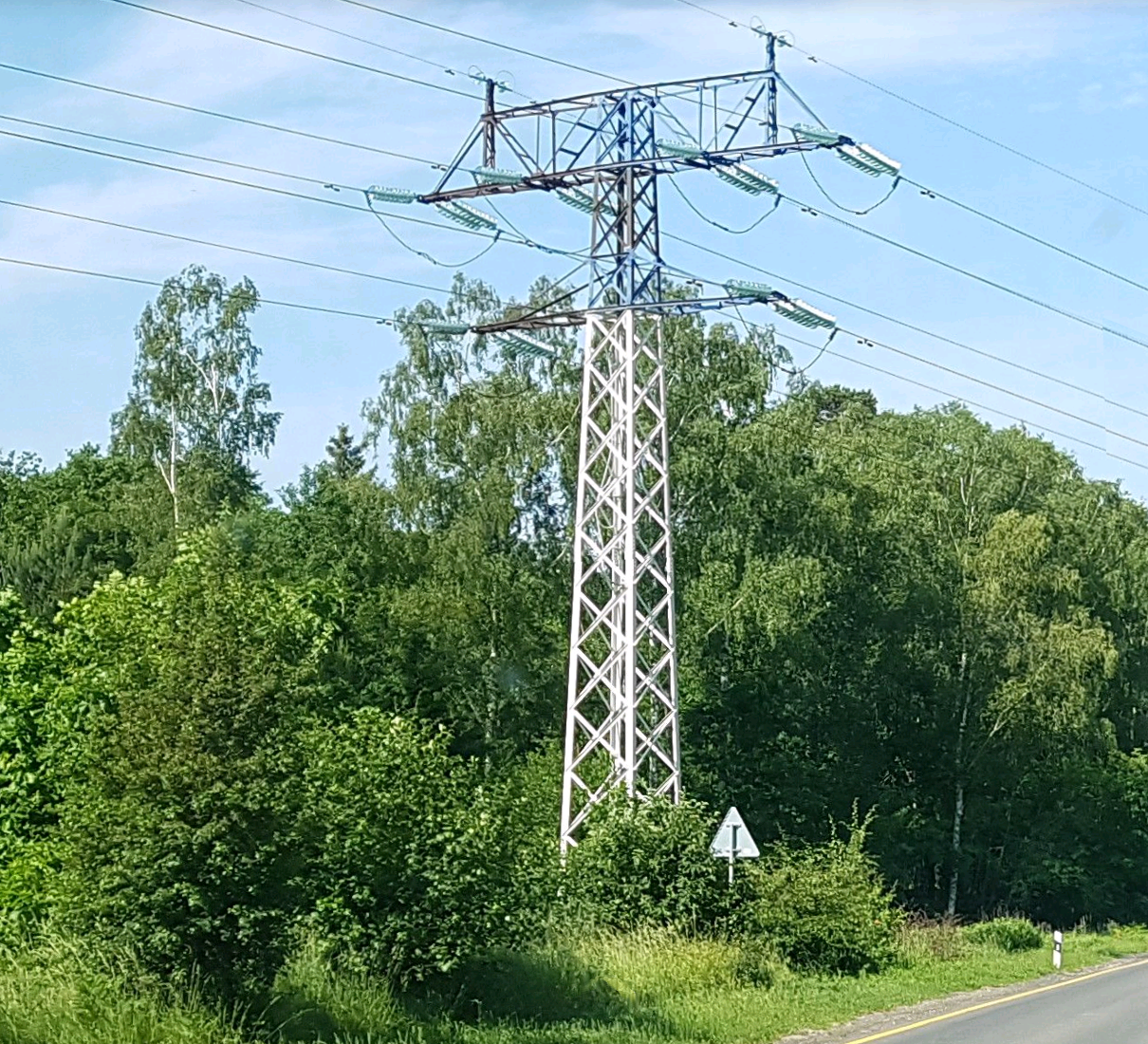
Eine der noch existierenden Freileitungen

Mit dem Kraftwerk entstanden die ersten 110-kV-Freileitungen in Ostpreußen. Zuvor wurde die Enklave über ein Netz aus 60-kV-Leitungen, die auf Betonmasten verlegt waren, versorgt.
Angebunden wurde das Kraftwerk ursprünglich über zwei noch heute existierende 110-kV-Doppeleitungen, welche westlich von Königsberg auf fast 100 Meter hohen Masten die Pregel überqueren und zu einem Umspannwerk südlich von Königsberg führen. Als Mastbild dieser Leitungen wurden Zweiebenenmasten verwendet, welche zwei Kabel auf der unteren Traverse sowie vier Kabel auf der oberen Traverse führen; die obere Traverse ist ähnlich wie bei Hochspannungsmasten in der späteren DDR verbreitert ausgeführt, um die beiden Erdseile aufzunehmen. Von Königsberg aus wurde eine der Leitungen über Insterburg nach Tilsit verlängert, während die andere über Elbing bis nach Danzig fortgeführt wurde.
Eine weitere Freileitung wurde nach Kriegsende nach Primorsk gebaut.